# Битка при Стара Загора
Битката при Стара Загора е между част от Предния руски отряд и Централната турска армия по време на Руско-турската война (1877 – 1878). Води се едновременно с битките при Нова Загора и Джуранли. Завършва с победа на турците и е последвана от масово убийство на българското население на града.

## Оперативна обстановка
В началото на юли 1877 г. Предният отряд с генерал-лейтенант Йосиф Гурко провежда настъпление на юг от Стара планина, като преминава на 4/16 юли през Хаинкьойския проход (Проход на Републиката). На 7/19 юли е установен контрол над Шипченския проход, имащ значение за връзката от двете страни на Стара планина. По този начин, пътят за настъпление към широките полета на Тракия е открит. На 10 юли авангардът на отряда от 9-и кавказки драгунски полк с командир херцог Николай Лайхтенбергски влиза в Стара Загора, а на 12 юли е избрано местното управление от привременна управителна комисия с председател Петко Славейков.
От турска страна, в помощ на обсадената в Плевен Западна армия на Осман паша, е изпратена Централната турска армия с командир Сюлейман паша. Армията му е транспортирана от Албания до Деде Агач с английски кораби. От Деде Агач тя се насочва към Стара и Нова Загора. Според различните източници общата численост на турските сили е между 20 000 и 27 000 войници и между 1200 и 2000 башибозуци. Към тях би трябвало да се присъединят силите на Новозагорския османски гарнизон с командир Реуф паша, но те са задържани от руски отряд. Чирпанският османски гарнизон с командир Ахмед Хулюси паша също закъснява за битката при Стара Загора.
В навечерието на битката в града са разположени само 1-ва, 2-ра, 3-та и 5-а  дружини на Българското опълчение, 3 кавалерийски полка, 2 казашки стотни, 8 конни оръдия и 4 планински оръдия – около 4500 души с командир генерал-майор Николай Столетов. Заемат отбранителна линия с дължина 4 км под формата на дъга на около 1,5 км южно от Стара Загора. Преди битката генерал Гурко напуска града за участие в боя при Нова Загора.

## Бойни действия
Армията на Сюлейман паша – 41 табора, с многобройна артилерия, в своя поход от Търново-Сеймен на север, към Балкана, пренощува на около седем километра южно от града. Сутринта на 19/31 юли продължава пътя си в няколко колони – колоните на Шукри паша, Вейсел паша, Ариф паша и Салих паша. Първата атака срещу позициите на опълченците започва с топовни гърмежи и пушечни изстрели около 7 часа. Опълченците отговарят с няколко залпа. По шосето от Сименовград пристигат все повече и повече табори. Турското превъзходство в жива сила е 4:1. Опитът да се обхванат двата фланга на руските сили е отбит. В разгара на боя пристига подкрепление от 1-ва и 5-а опълченска дружина, Казанския казашки полк, а Астраханският казашки полк е изпратен към село Джуранли. Левият фланг е поет от полковник Фьодор Де Прерадович, а десният – от полковник Михаил Толстой. Около 10 ч. главният удар срещу левия фланг е отбит. Към 13 ч. Сюлейман паша развръща всичките си сили. Колоната на Вейсел паша извършва обходно движение на десния фланг. По искане на генерал-лейтенант Йосиф Гурко взвод от Казашка батарея и конницата с генерал-майор Николай Столетов са насочени към с. Джуранли.
Отбраната на Стара Загора е поета от полковник Фьодор Де Прерадович. Трета опълченска дружина с командир подполковник Павел Калитин поема oсманския удар. Принудена е да се оттегли и води героичен бой за спасяване на Самарското знаме, при който загиват знаменосците унтерофицер Антон Марчин, унтерофицер Авксентий Цимбалюк, опълченецът С. Минков и подполковник Павел Калитин. Самарското знаме е изнесено от бойното поле след страховит ръкопашен бой от стихийно формирана знаменна група в състав унтерофицер Тома Тимофеев, опълченец Никола Корчев, Павел Малкин, Д. Минков, Попов, прапоршчик Стефан Кисов, Радев, Мицов, Донев, Н. Кръстев, осетинеца Николай Караев (Дудар) и др.
Първа опълченска дружина отбива две атаки и бавно отстъпва. В града се водят ожесточени улични боеве. Част от населението се изтегля с армията. Последен напуска града полковник Фьодор Де Прерадович. В него влизат три османски табора и извършват масово клане над българското население. На следващия ден градът изгорен до основи и са изклани към 15 000 души мирно българско население.
След неуспеха при Стара Загора и победата при Нова Загора и село Джуранли, Предният руски отряд, предвид многократно превъзхождащите османски сили, заема отбранителна позиция на Шипченския проход.

## Последици
Битката при Стара Загора е бойното кръщение на Българското опълчение.
С навлизането си в Стара Загора войниците на Сюлейман паша избиват 14 500 българи от града и селата южно от града, а други 10 000, предимно млади момчета, девойки и жени са отвлечени и продадени в робските пазари на Османската империя.
Градът е изгорен до основи и обезлюден. Малкото останали живи се спасяват с бягство в Северна България, където престояват до пролетта на 1878 г. Много от тях не се завръщат повече в Стара Загора.

## Памет
През 1977 г. в памет на битката при Стара Загора и на мястото на действията е изграден Мемориален комплекс „Бранители на Стара Загора“.

## Загуби
Загубите за Българското опълчение в битката при Стара Загора са 21 офицери и 514 нисши чина убити и ранени. Сред убитите офицери са подполковник Павел Калитин, капитан Фьодор Фьодоров, щабс-капитан Иван Усов, поручик Андрей Попов.

## Галерия
- полковник Фьодор Де Преравович, командир на 1-ва опълченска бригада
- подполковник Константин Кесяков, командир на 1-ва опълченска дружина
- подполковник Павел Калитин, командир на 3-та опълченска дружина
- Подпоручик Стефан Кисов, офицер в 3-та опълченска дружина
- опълченец Никола Корчев, знаменосец на Самарското знаме